# مولهیم ام‌این
مولهیم ام‌این (به آلمانی: Mühlheim am Inn) یک منطقهٔ مسکونی در اتریش است که در ناحیه راید ایم اینکرایس واقع شده‌است. مولهیم ام‌این ۱۱ کیلومتر مربع مساحت دارد ۳۴۳ متر بالاتر از سطح دریا واقع شده‌است.